# Geodia reticulata
Espèce
Geodia reticulata est une espèce d'éponges de la famille des Geodiidae.

## Taxonomie
L'espèce est décrite par James Scott Bowerbank en 1874,.
Synonyme
- Sidonops reticulata (Bowerbank, 1874)[1]

### Publication originale
- (en) J. S. Bowerbank, « Contributions to a General History of the Spongiadae. Part VI », Proceedings of the Zoological Society of London, Londres, vol. 1874,‎ 1874, p. 298-305.

## Répartition
Geodia reticulata est présente le long des côtes de l'Amérique centrale dans l'océan Pacifique.